# 空中神宮
空中神宮（日語：エアシャカール），是日本純種競賽馬匹。生涯活躍於經典戰線，於2000年贏得皋月賞及菊花賞。

## 出賽前
1997年2月26日出生於北海道千歲市社台牧場，成長途中被賽馬團體Lucky Field Co. Ltd.購入。
其後交由栗東訓練中心練馬師森秀行訓練。

## 競賽生涯

### 3歲（現2歲）
1999年10月31日出戰東京競馬場3歲新馬戰，但最終以第五落敗。
其後於11月21日出戰3歲未勝利戰，比賽途中一直保持於先頭位置，最終成功衝出下獲得首勝。
12月於3歲500萬獎金以下條件直獲得第二後，再出戰公開賽希望錦標以凌厲的末腳贏得冠軍。

### 4歲（現3歲）
2000年首戰爲彌生賞，比賽開始後隨即保持於隊伍最後位置，雖然直路上成功衝出並跑出全場最快末腳，但無奈比賽初段留得太後而未能追上處於前方的全能靈駒，最終以1 1/4馬位差距落敗得第二。
4月16日出戰皋月賞，僅次於大德之都獲得第二人氣。比賽開始後，其順利出閘下未積極爭搶位置，而是於隊伍後方位置逐步推進等待時機，並一直保持緩慢的節奏。通過第四彎道時候，其於最後400米處開始加速，面對經已在前方建立優勢的大德之都，空中神宮以輕且凌厲的姿態於大外檔加速並超越對手，最終以頸位優勢奪得首個一級賽冠軍。
5月28日出戰東京優駿（日本打吡），由於其有機會成爲再一匹兩冠馬且騎師武豐可以達成史無前例的打吡三連霸，因此於賽前獲得壓倒性的第一人氣。比賽開始後，其再度選擇於後方保留體力，並於比賽途中逐步由第十五的位置爬升至第十一。進入直路後，由於先頭馬匹開始乏力，空中神宮乘機由大外檔位置一舉超越對手並奪得領先，但此時後方的同爲後上馬的愛麗航程亦以恐怖的末腳襲來並迫近空中神宮，最終於現場評述員三宅正治的解說：「河內的夢想！武豐的意志！究竟誰可以獲勝！」（河内の夢か！豊の意地か！どっちだー！）下，兩駒以平頭姿態衝線。而經過賽後的照片判定，賽會確認空中神宮以7厘米微小差距落敗，遺憾以鼻位差距獲得第二。
其後陣營宣佈安排其遠征英國，出戰英皇佐治六世及女皇伊利沙伯鑽石錦標，但於其中未能發揮實力以第五落敗。
秋季首戰爲神戶新聞盃，但由於夏季遠征的疲倦仍然未恢復，最終其以第三完賽。
10月22日出戰菊花賞，僅次於打吡馬愛麗航程獲得第二人氣。比賽開始後，其一反常態選擇先行戰術，而騎師武豐爲了對應空中神宮斜行的問題，一早便指揮其貼着內欄逐步前行，並於比賽中段墮後至中團位置保存體力。進入直路後，由於其此時被馬匹包圍，因而繼續內內欄位置等待時機，終於於直路中段由White Happiness及城天勇士兩駒中間穿出並隨即和前方的Toho Shiden展開纏鬥。最終於空中神宮稍佔上風的情況下，其成功以頸位壓過對手獲得冠軍。
11月出戰日本盃，於比賽途中重新採用後追戰術，但於直路上一直未能成功提速，最終以十四大敗。順帶一提，本次比賽中與其同屬00世代的打吡馬愛麗航程獲得第十三、NHK一哩賽冠軍飛鷹茶座獲得第十五、而優駿牝馬（日本橡樹大賽）冠軍第一絲綢更以包尾完賽，因而本場比賽出現了由所有日本4歲馬墊底的情況，亦令00世代被冠以「最弱世代」的名號。
年末，雖然其於日本盃大敗，但鑑於其仍然於經典三冠賽事中有優秀表現，因而以274票當選最佳4歲雄馬。

### 4歲[a]
2001年以產經大阪盃作爲首戰，由於主戰騎師武豐本年度以遠征爲主，因而騎師改爲蛯名正義。比賽開始後，其於後方位置追走，雖然於直路發揮優勢的加速力，但最終仍不敵勢頭更凌厲的Toho Dream以3/4馬位差距落敗得第二。
4月29日出戰春季天皇賞獲得第八後，出戰寶塚紀念以第五完賽。
寶塚紀念賽後進入放草，但於其中獲得運輸性肺炎需要進入休養，最終缺席所有秋季賽事。

### 5歲
2002年年初出戰產經大阪盃及金鯱賞，表現出回勇並均於兩場賽獲得第二。
然而其後並未能延續佳績，6月出戰寶塚紀念僅獲第三，放草過後於秋季出戰秋季天皇賞、日本盃及有馬紀念分別獲得第四、第十二及第九。
其後有見其於5歲生涯的慘烈表現，陣營最終宣佈安排其退役。

### 詳細賽績
| 日期       | 舉辦國家 | 馬場   | 距離   | 級別 | 賽事名稱                           | 負重 | 騎師     | 馬號 | 出馬 | 名次 | 時間   | 頭馬（二馬）        |
| ---------- | -------- | ------ | ------ | ---- | ---------------------------------- | ---- | -------- | ---- | ---- | ---- | ------ | ------------------- |
| 31/10/1999 | 日本     | 東京   | 草2000 |      | 3歲新馬                            | 53   | 武豐     | 2    | 13   | 5    | 1:50.5 | Yuwa Caesar         |
| 21/11/1999 | 日本     | 京都   | 草1600 |      | 3歲未勝利                          | 54   | 武豐     | 2    | 14   | 1    | 1.36.4 | （Eishin Momotaro） |
| 11/12/1999 | 日本     | 阪神   | 草1800 |      | 3歲500萬獎金以下                   | 54   | 杜滿萊   | 4    | 11   | 2    | 1.36.7 | Purple Ebisu        |
| 26/12/1999 | 日本     | 中山   | 草2000 | OP   | 希望錦標                           | 54   | 武豐     | 4    | 13   | 1    | 2.02.5 | （Meiner Pharaoh）  |
| 23/3/2000  | 日本     | 中山   | 草2000 | GII  | 彌生賞                             | 55   | 武豐     | 16   | 16   | 2    | 2.02.5 | 全能靈駒            |
| 16/4/2000  | 日本     | 中山   | 草2000 | GI   | 皋月賞                             | 57   | 武豐     | 16   | 18   | 1    | 2.01.8 | （大德之都）        |
| 28/4/2000  | 日本     | 東京   | 草2400 | GI   | 東京優駿                           | 57   | 武豐     | 2    | 18   | 2    | 2.26.2 | 愛麗航程            |
| 29/7/2000  | 英國     | 雅士谷 | 草2400 | GI   | 英皇佐治六世及女皇伊利沙伯鑽石錦標 | 55   | 武豐     | 7    | 7    | 5    | 2.31.3 | 望族                |
| 24/9/2000  | 日本     | 阪神   | 草2000 | GII  | 神戶新聞盃                         | 56   | 武豐     | 4    | 12   | 3    | 2.02.0 | Fusaichi Sonic      |
| 22/10/2000 | 日本     | 京都   | 草3000 | GI   | 菊花賞                             | 57   | 武豐     | 15   | 18   | 1    | 3.04.7 | （Toho Shiden）     |
| 26/11/2000 | 日本     | 東京   | 草2400 | GI   | 日本盃                             | 55   | 武豐     | 9    | 16   | 14   | 2.28.2 | 好歌劇              |
| 1/4/2001   | 日本     | 阪神   | 草2000 | GII  | 產經大阪盃                         | 59   | 蛯名正義 | 3    | 14   | 2    | 1.58.5 | Toho Dream          |
| 29/4/2001  | 日本     | 京都   | 草3200 | GI   | 春季天皇賞                         | 58   | 蛯名正義 | 10   | 12   | 7    | 3.17.9 | 好歌劇              |
| 24/6/2001  | 日本     | 阪神   | 草2200 | GI   | 寶塚紀念                           | 58   | 蛯名正義 | 8    | 12   | 5    | 2.12.3 | 名將戶仁            |
| 31/3/2002  | 日本     | 阪神   | 草2000 | GII  | 產經大阪盃                         | 59   | 杜滿萊   | 1    | 14   | 2    | 1.58.5 | 旭日飛駒            |
| 25/5/2002  | 日本     | 中京   | 草2000 | GII  | 金鯱賞                             | 59   | 武豐     | 18   | 18   | 2    | 1.58.5 | 鶴丸小子            |
| 23/6/2002  | 日本     | 阪神   | 草2200 | GI   | 寶塚紀念                           | 58   | 戴崇謀   | 4    | 12   | 4    | 2.12.3 | 烈焰快駒            |
| 27/10/2002 | 日本     | 中山   | 草2000 | GI   | 秋季天皇賞                         | 58   | 武豐     | 14   | 18   | 4    | 2.12.3 | 吉兆                |
| 26/11/2002 | 日本     | 中山   | 草2200 | GI   | 日本盃                             | 57   | 田中勝春 | 16   | 16   | 12   | 2.13.4 | 飛霸                |
| 22/12/2002 | 日本     | 中山   | 草2500 | GI   | 有馬紀念                           | 57   | 横山典弘 | 4    | 14   | 9    | 2.34.1 | 吉兆                |

a 由2001年開始，日本跟隨國際馬齡顯示標準，以實歲標記馬匹

## 退役後
退役後，空中神宮成爲了配種馬，於北海道門別町（今日高町）育馬者Stallion Station休養，在2003年進行配種。首批子嗣於2004年出生。首批子嗣可於2006年出賽，2007年7月28日經已有子嗣在中央的未勝利戰獲勝。
2003年3月13日，其於放草期間因受到驚嚇撞向圍欄造成左後腳骨折，於醫療團隊判定下被處以安樂死，享年6歲。

## 血統簡介
父系週日寧靜是美國三冠賽雙軍馬，退役後在日本配種，在日本馬壇相當成功，贏得多項分級賽事，其子嗣贏得巨額獎金。連續12年成為日本冠軍種馬。祖父Halo爲美國賽駒，曾贏得一級賽冠軍，爲美國冠軍種馬。
母系I Dreamed a Dream爲美國賽駒，生涯戰績不佳僅勝出兩場頭馬。外祖父Well Decorated亦爲美國賽駒，生涯戰績不俗，曾勝出一級賽雅靈頓華盛頓未來錦標。

### 血統表
| 父線：週日寧靜系（Halo系）                  |                                 |                 |                 |
| 種馬 週日寧靜 1986年（棕色）                | Halo 1969年（棕色）             | Hail to Reason  | Turn-to         |
| 種馬 週日寧靜 1986年（棕色）                | Halo 1969年（棕色）             | Hail to Reason  | Nothirdchance   |
| 種馬 週日寧靜 1986年（棕色）                | Halo 1969年（棕色）             | Cosmah          | Cosmic Bomb     |
| 種馬 週日寧靜 1986年（棕色）                | Halo 1969年（棕色）             | Cosmah          | Almahmoud       |
| 種馬 週日寧靜 1986年（棕色）                | Wishing Well 1975年（棗色）     | Understanding   | Promised Land   |
| 種馬 週日寧靜 1986年（棕色）                | Wishing Well 1975年（棗色）     | Understanding   | Pretty Ways     |
| 種馬 週日寧靜 1986年（棕色）                | Wishing Well 1975年（棗色）     | Mountain Flower | Montparnasse    |
| 種馬 週日寧靜 1986年（棕色）                | Wishing Well 1975年（棗色）     | Mountain Flower | Edelweiss       |
| 繁殖雌馬 I Dreamed a Dreamed 1987年（棗色） | Well Decorated 1978年（深棗色） | Raja Baba       | 勇者帝王        |
| 繁殖雌馬 I Dreamed a Dreamed 1987年（棗色） | Well Decorated 1978年（深棗色） | Raja Baba       | Missy Baba      |
| 繁殖雌馬 I Dreamed a Dreamed 1987年（棗色） | Well Decorated 1978年（深棗色） | Paris Breeze    | Majestic Prince |
| 繁殖雌馬 I Dreamed a Dreamed 1987年（棗色） | Well Decorated 1978年（深棗色） | Paris Breeze    | Tudor Jet       |
| 繁殖雌馬 I Dreamed a Dreamed 1987年（棗色） | Hidden Trail 1975年（棗色）     | Gleaming        | Herbager        |
| 繁殖雌馬 I Dreamed a Dreamed 1987年（棗色） | Hidden Trail 1975年（棗色）     | Gleaming        | A Gleam         |
| 繁殖雌馬 I Dreamed a Dreamed 1987年（棗色） | Hidden Trail 1975年（棗色）     | Tobacco Trial   | 里博            |
| 繁殖雌馬 I Dreamed a Dreamed 1987年（棗色） | Hidden Trail 1975年（棗色）     | Tobacco Trial   | On the Trail    |
| 雌系：號族：4-r                             |                                 |                 |                 |
| 五代內近親交配：無                          |                                 |                 |                 |

## 命名由來
名字中，Air（エア）是馬主Lucky Field Co Ltd.冠名，出自NBA球星米高·佐敦的別名，亦有佛教中代表「空」的含意，Shakur（シャカール）則來自美國音樂人圖帕克·夏庫爾之姓氏，香港結合兩部分，並以後半部分取音譯，翻譯為「空中神宮」。

## 外部連結
- 空中神宮 netkeiba.com （页面存档备份，存于）
- 血統表 （页面存档备份，存于）